# Commanderie Saint-Jean de Fribourg
La Commanderie de Saint-Jean est un édifice religieux situé dans la ville suisse de Fribourg. Elle a été bâtie vers le milieu du XIIIe siècle pour les Hospitaliers de l'ordre de Saint-Jean de Jérusalem. Elle abrite aujourd'hui le Service des biens culturels de l'État de Fribourg. L'ensemble est complété par l'église toute proche de Saint-Jean.

## Histoire
Un hôpital des Hospitaliers de Saint-Jean existe déjà vers 1174 à Magnedens. Cet établissement, sans doute l’un des premiers de cet ordre en Suisse, est rattaché à la commanderie de Fribourg vers 1238. Les Hospitaliers sont en effet présents à Fribourg depuis les années 1224-1229, tout d’abord dans une maison de la place du Petit-Saint-Jean-en-l’Auge, leur première chapelle se trouvant au centre de la place actuelle du Petit-Saint-Jean. Elle a été démolie en 1832.
Le déménagement des Hospitaliers dans le quartier de la Planche supérieure survient en 1259 à la suite d’une donation de terrain sur la rive gauche de la Sarine.
Le bâtiment de la commanderie a été en grande partie reconstruit dans les années 1305-1310. Ses dimensions sont alors portées à 12 m sur 8, avec un étage sur rez-de-chaussée. Durant le deuxième quart du XIVe siècle, un nouveau chantier de grande envergure marque l’édification du mur de clôture, puis de la dépendance vers 1328, conçue vraisemblablement comme hospice. Un nouvel agrandissement du bâtiment principal a lieu vers 1342-1344.
Plusieurs membres de la famille Duding ont été admis dans l'ordre de Saint-Jean et tous sont devenus chapelains conventuels : Jacques (1643-1716) et son frère Jean (1646-1701), leur neveu Claude-Antoine (1681-1745), ses petits-cousins Jacques (1707-1766), Claude-Joseph (1712-1788) et Claude-Nicolas (1743-1774).
En 1697-1699, la commanderie prend son aspect actuel avec la reconstruction, par les maîtres Nicolas Felber et Sinèse Mathis, de la façade du côté de la Sarine. On régularise alors aussi les autres façades, ajourées de baies jumelées, et l'on construit une nouvelle cage d’escalier et une nouvelle charpente. Peu après, en 1708-1709, Mathis construit également un grand magasin à grains à proximité de l’église Saint-Jean, grenier qui devient en 1821 une caserne. Cet établissement aura une incidence sur la commanderie.
En 1807, la commanderie est placée sous l'autorité du Conseil des Finances de l’État de Fribourg et transformée en 1819 pour y installer une maison de correction, établie selon les plans de l’intendant Jean-Joseph-Georges de Werro. Les personnes détenues, des hommes ainsi que des femmes, sont principalement de petits délinquants souffrant de misère ou d'alcoolisme. Toutes les personnes travaillent et effectuent différentes activités artisanales comme la vannerie, le tricot, etc. Pour empêcher les tentatives d’évasion dans le cadre de cette affectation pénitentiaire, les autorités cantonales ordonnent la reconstruction entre 1875 et 1881 d'une grande partie du mur d’enceinte ainsi que la fermeture en 1886 des cheminées de grilles.
De 1916-1918, la commanderie abrite l’internat Saint-François-de-Sales, réservé aux élèves du Technicum. Puis en 1925, les locaux sont attribués à la caserne de la Planche, le bâtiment principal de la commanderie est alors utilisé comme « mess » des officiers, et sa dépendance comme « Foyer du Soldat ». Les locaux sont transformés à cette fin en 1926-1927. La caserne de la Planche étant fermée en 1989, la commanderie reste d’abord sans affectation, puis est louée à un collectif d’artistes.
En 2011-2012, c'est la restauration des bâtiments. La commanderie, inscrite comme bien culturel d'importance nationale abrite dès lors le Service des biens culturels de l’État de Fribourg. Le bâtiment principal a conservé non seulement la poutraison de la grande salle orientale du premier étage, datée par dendrochronologie de l’automne/hiver 1304-1305, mais encore, bien qu'à l’état fragmentaire, divers décors peints remontant à Pierre d'Englisberg (XVIe siècle) et illustrant le prétendu danger que représentent les femmes pour l’autre moitié du genre humain.

## Sources
- Patrimoine fribourgeois : L'églilse Saint-Jean à Fribourg / Die Johanniterkirche in Freiburg  (avec des articles de Béatrice Cudry-Fasel, Daniel Ruffieux, Paul-Henri Steinauer, Nicolas de Gottrau, Aloys Lauper, Ivan Andrey, François Guex, Stanislas Rück), Fribourg, Service des Biens culturels (no 22), septembre 2017, 112 p..
- Patrimoine fribourgeois  (avec des articles de Peter Ziegler, François Guex, Gilles Bourgarel, Ivan Andrey, Chantal Camenisch, Aloys Lauper, Laurence Cesa, Lisa-Marie Wittler, Claude Castella, Raoul Andrey, Frédéric Arnaud et Yves Eigenmann), Fribourg, Service des Biens culturels (no 20), septembre 2014, 140 p.
- Gilles Bourgarel, « Fribourg : Commanderie de Saint-Jean », Cahiers d’archéologie fribourgeoise, no 4,‎ 2002, p. 61.